# Danh sách tập phim Winx Club
Winx Club là phim hoạt hình phát sóng lần đầu vào 28 tháng 1 năm 2004 trên kênh Raj 2 (sau này chuyển sang kênh Raj Gulp). Nội dung phim kể về Bloom, một cô gái ở Trái đất vô tình phát hiện bản thân là tiên có sức mạnh khác người. Sau đó kết bạn với những bạn khác như Stella, Layla(hoặc Aisha), Flora, Musa, Tecna và Roxy (Roxy là một tiên nữ xuất hiện lần đầu ở phần 4)... lập ra nhóm Winx đương đầu với những lực gây hại họ hoặc thế giới.

## Tổng quan
| Mùa | Mùa | Tập | Ngày phát sóng tại Ý | Ngày phát sóng tại Ý | Kênh phát sóng |
| Mùa | Mùa | Tập | Ngày đầu             | Ngày cuối            | Kênh phát sóng |
| --- | --- | --- | -------------------- | -------------------- | -------------- |
|     | 1   | 26  | 28 tháng 1 năm 2004  | 26 tháng 3 năm 2004  | Rai 2          |
|     | 2   | 26  | 19 tháng 4 năm 2005  | 14 tháng 7 năm 2005  | Rai 2          |
|     | 3   | 26  | 29 tháng 1 năm 2007  | 28 tháng 3 năm 2007  | Rai 2          |
|     | 4   | 26  | 15 tháng 4 năm 2009  | 13 tháng 11 năm 2009 | Rai 2          |
|     | 5   | 26  | 16 tháng 10 năm 2012 | 24 tháng 4 năm 2013  | Rai 2          |
|     | 6   | 26  | 6 tháng 1 năm 2014   | 4 tháng 8 năm 2014   | Rai 2 Rai Gulp |
|     | 7   | 26  | 21 tháng 9 năm 2015  | 3 tháng 10 năm 2015  | Rai Gulp       |
|     | 8   | 26  | 15 tháng 4 năm 2019  | 17 tháng 9 năm 2019  | Rai YoYo       |
|     | 9   | 26  | 2025                 | TBA                  |                |

## Danh sách tập

### Mùa 1
| TT. tổng thể | TT. trong mùa phim | Tên tập phim                                            | Ngày phát sóng gốc  |
| ------------ | ------------------ | ------------------------------------------------------- | ------------------- |
| 1            | 1                  | "Một sự kiện không mong đợi"(Una Fata a Gardenia)       | 28 tháng 1 năm 2004 |
| 2            | 2                  | "Chào mừng đến Magix"(Benvenuti a Magix!)               | 30 tháng 1 năm 2004 |
| 3            | 3                  | "Trường học Alfea dành cho tiên nữ"(L'anello di Stella) | 2 tháng 2 năm 2004  |
| 4            | 4                  | "Đầm lầy đen"(La palude di Melmamora)                   | 4 tháng 2 năm 2004  |
| 5            | 5                  | "Cuộc hẹn hò tồi tệ"(Appuntamento al buio)              | 6 tháng 2 năm 2004  |
| 6            | 6                  | "Nhiệm vụ tại Cloud Tower"(Missione a Torrenuvola)      | 9 tháng 2 năm 2004  |
| 7            | 7                  | "Tình bạn trong hoạn nạn"(A che servono gli amici?)     | 11 tháng 2 năm 2004 |
| 8            | 8                  | "Tình bạn bị chia rẽ"(La festa della rosa)              | 13 tháng 2 năm 2004 |
| 9            | 9                  | "Sự phản bội"(Il tradimento di Riven)                   | 16 tháng 2 năm 2004 |
| 10           | 10                 | "Bài kiểm tra của Bloom"(La fiamma del drago)           | 18 tháng 2 năm 2004 |
| 11           | 11                 | "Quái vật và cây liễu"(Il regno delle ninfe)            | 20 tháng 2 năm 2004 |
| 12           | 12                 | "Hoa khôi Magic"(Miss Magix)                            | 23 tháng 2 năm 2004 |
| 13           | 13                 | "Bí mật lớn được tiết lộ"(La figlia del fuoco)          | 25 tháng 2 năm 2004 |
| 14           | 14                 | "Bí mật u ám của Bloom"(Il segreto di Bloom)            | 27 tháng 2 năm 2004 |
| 15           | 15                 | "Danh dự là trên hết"(Voci dal passato)                 | 1 tháng 3 năm 2004  |
| 16           | 16                 | "Câu thần chú lạnh lẽo"(Il nemico nell'ombra)           | 3 tháng 3 năm 2004  |
| 17           | 17                 | "Bí mật trong bí mật"(Il segreto di Brandon)            | 5 tháng 3 năm 2004  |
| 18           | 18                 | "Nguồn gốc Rồng Thiêng"(Addio Magix!)                   | 8 tháng 3 năm 2004  |
| 19           | 19                 | "Magix gặp nguy hiểm"(Attacco ad Alfea)                 | 10 tháng 3 năm 2004 |
| 20           | 20                 | "Nhiệm vụ ở Domino"(La scomparsa di Bloom)              | 12 tháng 3 năm 2004 |
| 21           | 21                 | "Giấc mơ về vương miện"(Trappola di ghiaccio)           | 15 tháng 3 năm 2004 |
| 22           | 22                 | "Bão tố tại Cloud Tower"(Il ritorno di Riven)           | 17 tháng 3 năm 2004 |
| 23           | 23                 | "Vai trò của sức mạnh"(Fuga da Torrenuvola)             | 19 tháng 3 năm 2004 |
| 24           | 24                 | "(Il mistero del lago)"Cuộc bap vây của phù thủy        | 22 tháng 3 năm 2004 |
| 25           | 25                 | "Thử thách cuối cùng"(Il sonno di Magix)                | 24 tháng 3 năm 2004 |
| 26           | 26                 | "Các phù thủy thất bại"(Battaglia finale)               | 26 tháng 3 năm 2004 |
| RC1          | RC1                | Attack of the Senior Witches                            | N/A                 |

### Mùa 2
| TT. tổng thể | TT. trong mùa phim | Tên tập phim                                                           | Ngày phát sóng gốc  |
| ------------ | ------------------ | ---------------------------------------------------------------------- | ------------------- |
| 27           | 1                  | "Phượng hoàng bóng đêm" (La fenice d'ombra)                            | 19 tháng 4 năm 2005 |
| 28           | 2                  | " Nhiệm vụ của nhóm Trix cũ" (Il ritorno delle Trix)                   | 21 tháng 4 năm 2005 |
| 29           | 3                  | "Nhiệm vụ giải cứu" (Rescue Mission)                                   | 26 tháng 4 năm 2005 |
| 30           | 4                  | "Công chúa Amentia" (La Principessa Amentia)                           | 28 tháng 4 năm 2005 |
| 31           | 5                  | "Liên kết phép thuật" (Magico Bonding)                                 | 3 tháng 5 năm 2005  |
| 32           | 6                  | "Chú rể chạy trốn"&nbsp& (Il matrimonio di Brandon)                    | 5 tháng 5 năm 2005  |
| 33           | 7                  | "Khối đá bí ẩn" (La pietra misteriosa)                                 | 10 tháng 5 năm 2005 |
| 34           | 8                  | "Kẻ phá hỏng bữa tiệc" (Il guasta feste)                               | 12 tháng 5 năm 2005 |
| 35           | 9                  | "Bí mật của giáo sư Avalon" (Il segreto del professor Avalon)          | 17 tháng 5 năm 2005 |
| 36           | 10                 | "Nơi chứa mảnh Codex" (La cripta del codice)                           | 19 tháng 5 năm 2005 |
| 37           | 11                 | "Cuộc đua với thời gian" (Corsa contro il tempo)                       | 24 tháng 5 năm 2005 |
| 38           | 12                 | "Winx ! Sát cánh bên nhau" (Unite per la vittoria)                     | 26 tháng 5 năm 2005 |
| 39           | 13                 | "Pixel vô hình" (La dama del ballo)                                    | 31 tháng 5 năm 2005 |
| 40           | 14                 | " Trận chiến trên hành tinh Eraklyon" (Battaglia sul pianeta Eraklyon) | 2 tháng 6 năm 2005  |
| 41           | 15                 | "Buổi trình diễn phải tiếp tục" (Lo spettacolo continua)               | 7 tháng 6 năm 2005  |
| 42           | 16                 | "Lễ hội Hallowinx" (Hallowinx!)                                        | 9 tháng 6 năm 2005  |
| 43           | 17                 | "Hợp tác với các phù thủy" (Gemellaggio con le Streghe)                | 14 tháng 6 năm 2005 |
| 44           | 18                 | "Trong trái tim của Cloud Tower" (Nel Cuore di Torrenuvola)            | 16 tháng 6 năm 2005 |
| 45           | 19                 | "Gián điệp trong bóng tối" (La spia nell'ombra)                        | 21 tháng 6 năm 2005 |
| 46           | 20                 | "Ngôi làng Pixel" (Il villaggio delle Pixies)                          | 23 tháng 6 năm 2005 |
| 47           | 21                 | "Sức mạnh Charmix" (Il potere del Charmix)                             | 28 tháng 6 năm 2005 |
| 48           | 22                 | "Nguy hiểm tại vùng đất hoang dã" (Wildland: La grande trappola)       | 30 tháng 6 năm 2005 |
| 49           | 23                 | " Sự thật được tiết lộ" (Il momento della verità)                      | 5 tháng 7 năm 2005  |
| 50           | 24                 | "Tù nhân của Darkar" (Prigioniera di Darkar)                           | 7 tháng 7 năm 2005  |
| 51           | 25                 | "Đối mặt với kẻ thù" (Faccia a faccia con il nemico)                   | 12 tháng 7 năm 2005 |
| 52           | 26                 | "Phượng hoàng bóng đêm xuất hiện" (Le ceneri della Fenice)             | 14 tháng 7 năm 2005 |

### Mùa 3
| TT. tổng thể | TT. trong mùa phim | Tên tập phim                                             | Ngày phát sóng gốc  |
| ------------ | ------------------ | -------------------------------------------------------- | ------------------- |
| 53           | 1                  | "Buổi khiêu vũ công chúa" (Il ballo della principessa)   | 29 tháng 1 năm 2007 |
| 54           | 2                  | "Biểu tượng của Valtor" (Il marchio di Valtor)           | 31 tháng 1 năm 2007 |
| 55           | 3                  | "Tiên nữ và quái vật" (La principessa e la bestia)       | 2 tháng 2 năm 2007  |
| 56           | 4                  | "Chiếc gương sự thật" (Lo specchio della verità)         | 5 tháng 2 năm 2007  |
| 57           | 5                  | "Đại dương của nỗi sợ hãi" (Il Mare della Paura)         | 7 tháng 2 năm 2007  |
| 58           | 6                  | "Sự lựa chọn của Layla" (La scelta di Aisha)             | 9 tháng 2 năm 2007  |
| 59           | 7                  | "Đội quân ánh sáng" (La compagnia della luce)            | 12 tháng 2 năm 2007 |
| 60           | 8                  | "Kẻ phản bội" (Una sleale avversaria)                    | 14 tháng 2 năm 2007 |
| 61           | 9                  | "Trái tim và thanh gươm" (Il cuore e la spada)           | 16 tháng 2 năm 2007 |
| 62           | 10                 | "Bão tố ở Lâu đài Trên Mây" (Alfea sotto assedio)        | 19 tháng 2 năm 2007 |
| 63           | 11                 | "Cái bẫy dành cho những nàng tiên" (Trappola per fate)   | 21 tháng 2 năm 2007 |
| 64           | 12                 | "Nước mắt của cây liễu đen" (Le lacrime del salice nero₩ | 23 tháng 2 năm 2007 |
| 65           | 13                 | "Lần rung cánh cuối cùng" (Un ultimo battito d'ali)      | 26 tháng 2 năm 2007 |
| 66           | 14                 | "Cơn giận dữ của những tiên nữ Winx" (Furia!)            | 28 tháng 2 năm 2007 |
| 67           | 15                 | "Hòn đảo rồng" (L'isola dei draghi)                      | 2 tháng 3 năm 2007  |
| 68           | 16                 | "Sức mạnh của Bloom" (Dalle ceneri)                      | 5 tháng 3 năm 2007  |
| 69           | 17                 | "Trong hang rắn" (Nella tana del serpente)               | 7 tháng 3 năm 2007  |
| 70           | 18                 | "Chiếc hộp của Valtor" (Lo scrigno di Valtor)            | 9 tháng 3 năm 2007  |
| 71           | 19                 | "Khoảnh khắc cuối cùng" (All'ultimo minuto)              | 12 tháng 3 năm 2007 |
| 72           | 20                 | "Nhiệm vụ của Pixiex" (La carica delle Pixies)           | 14 tháng 3 năm 2007 |
| 73           | 21                 | "Lâu đài Red" (La torre rossa)                           | 16 tháng 3 năm 2007 |
| 74           | 22                 | "Mê cung pha lê" (Il labirinto di cristallo)             | 19 tháng 3 năm 2007 |
| 75           | 23                 | "Thử thách của phù thủy" (La sfida dei maghi)            | 21 tháng 3 năm 2007 |
| 76           | 24                 | "Trái tim đen" (La rivelazione delle streghe)            | 23 tháng 3 năm 2007 |
| 77           | 25                 | "Sự nổi giận của phù thủy" (L'ira dello stregone)        | 26 tháng 3 năm 2007 |
| 78           | 26                 | "Khởi đầu mới" (Un nuovo inizio)                         | 28 tháng 3 năm 2007 |

### Mùa 4
| TT. tổng thể | TT. trong mùa phim | Tên tập phim                                                    | Ngày phát sóng gốc   |
| ------------ | ------------------ | --------------------------------------------------------------- | -------------------- |
| 79           | 1                  | "Thợ săn các nàng tiên" (I cacciatori di fate)                  | 15 tháng 4 năm 2009  |
| 80           | 2                  | "Cây sinh mạng" (L'albero della vita)                           | 17 tháng 4 năm 2009  |
| 81           | 3                  | "Nàng tiên cuối cùng trên Trái Đất" (L'ultima fata della terra) | 20 tháng 4 năm 2009  |
| 82           | 4                  | "Cửa hàng những người yêu thú cưng" (Love & Pet)                | 22 tháng 4 năm 2009  |
| 83           | 5                  | "Món quà của Mitzi" (Il regalo di Mitzi)                        | 24 tháng 4 năm 2009  |
| 84           | 6                  | "Các nàng tiên gặp nguy hiểm" (Una fata in pericolo)            | 27 tháng 4 năm 2009  |
| 85           | 7                  | "Winx ! Năng lượng Believix" (Winx Believix)                    | 29 tháng 4 năm 2009  |
| 86           | 8                  | "Chiếc nhẫn trắng" (Il cerchio bianco)                          | 1 tháng 5 năm 2009   |
| 87           | 9                  | "Nebula"                                                        | 4 tháng 5 năm 2009   |
| 88           | 10                 | "Bài hát của Musa" (La canzone di Musa)                         | 6 tháng 5 năm 2009   |
| 89           | 11                 | "Nhóm Winx là mãi mãi" (Winx Club per sempre)                   | 8 tháng 5 năm 2009   |
| 90           | 12                 | "Ba ơi! Con là một nàng tiên" (Papà! Sono una fata!)            | 11 tháng 5 năm 2009  |
| 91           | 13                 | "Nhóm phù thủy tấn công" (L'attacco degli stregoni)             | 13 tháng 5 năm 2009  |
| 92           | 14                 | "Số 7 ! Con số hoàn hảo" (7: Il numero perfetto)                | 14 tháng 10 năm 2009 |
| 93           | 15                 | "Bài học phép thuật" (Lezioni di magia)                         | 16 tháng 10 năm 2009 |
| 94           | 16                 | "Thế giới ảo" (Un mondo virtuale)                               | 19 tháng 10 năm 2009 |
| 95           | 17                 | "Hòn đảo mê hoặc" (L'isola incantata)                           | 21 tháng 10 năm 2009 |
| 96           | 18                 | "Cơn thịnh nộ của thiên nhiên" (La furia della natura)          | 26 tháng 10 năm 2009 |
| 97           | 19                 | "Vương quốc Diana" (Nel regno di Diana)                         | 28 tháng 10 năm 2009 |
| 98           | 20                 | "Món quà định mệnh" (I doni del destino)                        | 30 tháng 10 năm 2009 |
| 99           | 21                 | "Hang Sibylla" (La caverna di Sibylla)                          | 2 tháng 11 năm 2009  |
| 100          | 22                 | "Tòa tháp băng giá" (La Torre Gelata)                           | 6 tháng 11 năm 2009  |
| 101          | 23                 | "Đối thủ của Bloom" (La prova di Bloom)                         | 6 tháng 11 năm 2009  |
| 102          | 24                 | "Ngày phán xét" (Il giorno della giustizia)                     | 9 tháng 11 năm 2009  |
| 103          | 25                 | "Bí mật của Morgana" (Il segreto di Morgana)                    | 11 tháng 11 năm 2009 |
| 104          | 26                 | "Băng giá và lửa"&npsp; (Ghiaccio e fuoco)                      | 13 tháng 11 năm 2009 |

### Mùa 5
| TT. tổng thể | TT. trong mùa phim | Tên tập phim                                        | Ngày phát sóng tại Ý      | Ngày phát sóng tại Việt Nam (HTV3) |
| ------------ | ------------------ | --------------------------------------------------- | ------------------------- | ---------------------------------- |
| 105          | 1                  | "Minaccia dall'oceano" Vết dầu loang trên biển      | ngày 16 tháng 10 năm 2012 | 15 tháng 12 năm 2016               |
| 106          | 2                  | "L'ascesa di Tritannus" Tritannus trỗi dậy          | 17 tháng 10 năm 2012      | 16 tháng 12 năm 2016               |
| 107          | 3                  | "Ritorno ad Alfea" Trở về Alfea                     | 18 tháng 10 năm 2012      | 19 tháng 12 năm 2016               |
| 108          | 4                  | "Il Libro Sirenix" Cuốn sách Sirenix                | 19 tháng 10 năm 2012      | 20 tháng 12 năm 2016               |
| 109          | 5                  | "Il magico Lilo" Cây Lilo                           | ngày 22 tháng 10 năm 2012 | 21 tháng 12 năm 2016               |
| 110          | 6                  | "Potere Harmonix" Sức mạnh Harmonix                 | ngày 23 tháng 10 năm 2012 | 22 tháng 12 năm 2016               |
| 111          | 7                  | "Le Conchiglie Luccicanti" Liên minh phép thuật     | ngày 24 tháng 10 năm 2012 | 23 tháng 12 năm 2016               |
| 112          | 8                  | "La melodia del rubino" Bí mật của san hô hồng ngọc | ngày 25 tháng 10 năm 2012 | 26 tháng 12 năm 2016               |
| 113          | 9                  | "La Gemma dell'Empatia" Viên đá đồng cảm            | ngày 26 tháng 10 năm 2012 | 27 tháng 12 năm 2016               |
| 114          | 10                 | "Natale ad Alfea" Phép thuật giáng sinh             | ngày 29 tháng 10 năm 2012 | 28 tháng 12 năm 2016               |
| 115          | 11                 | "Le Trix in agguato" Viên đã can đảm                | ngày 30 tháng 10 năm 2012 | 29 tháng 12 năm 2016               |
| 116          | 12                 | "Prova di coraggio" Thử thách lòng dũng cảm         | ngày 1 tháng 11 năm 2012  | 30 tháng 12 năm 2016               |
| 117          | 13                 | "Le fate Sirenix" Sirenix                           | ngày 2 tháng 11 năm 2012  | 2 tháng 1 năm 2017                 |
| 118          | 14                 | "Il Trono dell'Imperatore" Ngai Vua                 | ngày 8 tháng 4 năm 2013   | 3 tháng 1 năm 2017                 |
| 119          | 15                 | "Il Pilastro della Luce" Trụ Ánh Sáng               | ngày 9 tháng 4 năm 2013   | 4 tháng 1 năm 2017                 |
| 120          | 16                 | "L'Eclisse" Nhật thực                               | ngày 10 tháng 4 năm 2013  | 5 tháng 1 năm 2017                 |
| 121          | 17                 | "L'occhio Che Ispira Le fate" Trăng soi đáy giếng   | ngày 11 tháng 4 năm 2013  | 6 tháng 1 năm 2017                 |
| 122          | 18                 | "Il divoratore" Kẻ hủy diệt                         | ngày 12 tháng 4 năm 2013  | 9 tháng 1 năm 2017                 |
| 123          | 19                 | "Le Balene del Canto" Bài hát cá voi                | ngày 15 tháng 4 năm 2013  | 10 tháng 1 năm 2017                |
| 124          | 20                 | "Problemi sentimentali" Trở ngại trong tình yêu     | ngày 16 tháng 4 năm 2013  | 11 tháng 1 năm 2017                |
| 125          | 21                 | "Un appuntamento perfetto" Cuộc hẹn hò hoàn hảo     | ngày 17 tháng 4 năm 2013  | 12 tháng 1 năm 2017                |
| 126          | 22                 | "Ascolta il tuo cuore" Lắng nghe nhịp đập con tim   | ngày 18 tháng 4 năm 2013  | 13 tháng 1 năm 2017                |
| 127          | 23                 | "Sulle tracce di Politea" Hàm cá mập                | ngày 19 tháng 4 năm 2013  | 16 tháng 1 năm 2017                |
| 128          | 24                 | "Il Respiro dell'Oceano" Giải cứu vịnh Thiên Đường  | ngày 22 tháng 4 năm 2013  | 17 tháng 1 năm 2017                |
| 129          | 25                 | "Scontro epico" Chiến đấu vì Đại Dương Vô Tận       | ngày 23 tháng 4 năm 2013  | 18 tháng 1 năm 2017                |
| 130          | 26                 | "La fine dell'incubo" Hình phạt dành cho Tritannus  | ngày 24 tháng 4 năm 2013  | 19 tháng 1 năm 2017                |

### Mùa 6
| TT. tổng thể | TT. trong mùa phim | Tên tập phim                                          | Ngày phát sóng tại Ý     | Ngày phát sóng tại Việt Nam (HTV3) |
| ------------ | ------------------ | ----------------------------------------------------- | ------------------------ | ---------------------------------- |
| 131          | 1                  | "L'ispirazione del Sirenix" Nguồn cảm hứng Sirenix    | ngày 6 tháng 1 năm 2014  | 20 tháng 1 năm 2017                |
| 132          | 2                  | "Legendarium" Cuốn sách Huyền Thoại                   | ngày 13 tháng 1 năm 2014 | 6 tháng 2 năm 2017                 |
| 133          | 3                  | "Il collegio volante" Tòa tháp bay                    | ngày 20 tháng 1 năm 2014 | 7 tháng 2 năm 2017                 |
| 134          | 4                  | "Il potere Bloomix" Sức mạnh Bloomix                  | ngày 31 tháng 1 năm 2014 | 8 tháng 2 năm 2017                 |
| 135          | 5                  | "Golden Auditorium" Nhà thính phòng bằng vàng         | ngày 7 tháng 2 năm 2014  | 9 tháng 2 năm 2017                 |
| 136          | 6                  | "I Mangiafuoco" Vòng xoáy lửa                         | ngày 14 tháng 2 năm 2014 | 10 tháng 2 năm 2017                |
| 137          | 7                  | "La biblioteca perduta" Thư viện mất tích             | ngày 17 tháng 2 năm 2014 | 13 tháng 2 năm 2017                |
| 138          | 8                  | "L'attacco Della Sfinge" Tượng nhân sư tấn công       | ngày 10 tháng 2 năm 2014 | 14 tháng 2 năm 2017                |
| 139          | 9                  | "Il Tempio del Drago Verde" Đền thờ Rồng Xanh         | ngày 3 tháng 3 năm 2014  | 15 tháng 2 năm 2017                |
| 140          | 10                 | "La serra di Alfea" Bí mật ngôi nhà kính              | ngày 10 tháng 3 năm 2014 | 16 tháng 2 năm 2017                |
| 141          | 11                 | "Sogni infranti" Giấc mơ tan vỡ                       | ngày 17 tháng 3 năm 2014 | 17 tháng 2 năm 2017                |
| 142          | 12                 | "I figli della notte" Ánh sáng trong bóng đêm         | ngày 24 tháng 3 năm 2014 | 20 tháng 2 năm 2017                |
| 143          | 13                 | "La Fata Madrina" Bà tiên đỡ đầu                      | ngày 31 tháng 3 năm 2014 | 21 tháng 2 năm 2017                |
| 144          | 14                 | "Mythix" Gậy Mythix                                   | ngày 7 tháng 4 năm 2014  | 22 tháng 2 năm 2017                |
| 145          | 15                 | "Il mistero di Calavera" Bí ẩn đảo Calavera           | ngày 31 tháng 7 năm 2014 | 23 tháng 2 năm 2017                |
| 146          | 16                 | "L'invasione degli Zombie" Cuộc xâm lược của xác sống | ngày 1 tháng 8 năm 2014  | 24 tháng 2 năm 2017                |
| 147          | 17                 | "La maledizione di Fearwood" Lời nguyền tại Fearwood  | ngày 1 tháng 8 năm 2014  | 27 tháng 2 năm 2017                |
| 148          | 18                 | "Il totem magico" Bức tượng cổ kì diệu                | ngày 1 tháng 8 năm 2014  | 28 tháng 2 năm 2017                |
| 149          | 19                 | "Regina Per un Giorno" Một ngày làm nữ hoàng          | ngày 2 tháng 8 năm 2014  | 1 tháng 3 năm 2017                 |
| 150          | 20                 | "Il Banchetto di Solaria" Bữa đại tiệc của Stella     | ngày 2 tháng 8 năm 2014  | 2 tháng 3 năm 2017                 |
| 151          | 21                 | "Un Amore Mostruoso" Quái vật tấn công                | ngày 2 tháng 8 năm 2014  | 3 tháng 3 năm 2017                 |
| 152          | 22                 | "Music Café" Quán cà phê âm nhạc                      | ngày 3 tháng 8 năm 2014  | 6 tháng 3 năm 2017                 |
| 153          | 23                 | "L'inno di Alfea" Bài quốc ca                         | ngày 3 tháng 8 năm 2014  | 7 tháng 3 năm 2017                 |
| 154          | 24                 | "Scontro fra campioni" Trận chiến huyền thoại         | ngày 3 tháng 8 năm 2014  | 8 tháng 3 năm 2017                 |
| 155          | 25                 | "Acheron"                                             | ngày 3 tháng 8 năm 2014  | 9 tháng 3 năm 2017                 |
| 156          | 26                 | "Winx per Sempre" Mãi mãi là Winx                     | ngày 4 tháng 8 năm 2014  | 10 tháng 3 năm 2017                |

### Mùa 7
| TT. tổng thể | TT. trong mùa phim | Tên tập phim                                                | Ngày phát sóng tại Ý     | Ngày phát sóng tại Việt Nam (HTV3) |
| ------------ | ------------------ | ----------------------------------------------------------- | ------------------------ | ---------------------------------- |
| 157          | 1                  | "Il parco naturale di Alfea" Công viên tự nhiên Alfea       | ngày 21 tháng 9 năm 2015 | 13 tháng 3 năm 2017                |
| 158          | 2                  | "Giovani fate crescono" Tiên nữ trưởng thành                | ngày 21 tháng 9 năm 2015 | 14 tháng 3 năm 2017                |
| 159          | 3                  | "Butterflix" Phép Thuật Bướm                                | ngày 22 tháng 9 năm 2015 | 15 tháng 3 năm 2017                |
| 160          | 4                  | "Il primo colore dell'universo" Sắc màu đầu tiên của vũ trụ | ngày 22 tháng 9 năm 2015 | 16 tháng 3 năm 2017                |
| 161          | 5                  | "Un amico dal passato" Người bạn từ quá khứ                 | ngày 23 tháng 9 năm 2015 | 17 tháng 3 năm 2017                |
| 162          | 6                  | "Avventura su Lynphea" Cuộc phiêu lưu ở Lynphea             | ngày 23 tháng 9 năm 2015 | 20 tháng 3 năm 2017                |
| 163          | 7                  | "Attenti al Magilupo" Coi chừng chó sói                     | ngày 24 tháng 9 năm 2015 | 21 tháng 3 năm 2017                |
| 164          | 8                  | "Ritorno al medioevo" Trở lại thời trung cổ                 | ngày 24 tháng 9 năm 2015 | 22 tháng 3 năm 2017                |
| 165          | 9                  | "Il gatto magico" Mèo Tiên                                  | ngày 25 tháng 9 năm 2015 | 23 tháng 3 năm 2017                |
| 166          | 10                 | "Winx in trappola!" Nhóm Winx mắc bẫy                       | ngày 25 tháng 9 năm 2015 | 24 tháng 3 năm 2017                |
| 167          | 11                 | "Missione nella giungla" Nhiệm vụ trong rừng sâu            | ngày 26 tháng 9 năm 2015 | 27 tháng 3 năm 2017                |
| 168          | 12                 | "Un animale fatato per Tecna" Thú Tiên của Tecna            | ngày 26 tháng 9 năm 2015 | 28 tháng 3 năm 2017                |
| 169          | 13                 | "Il segreto dell'unicorno" Bí mật của Ngựa Một Sừng         | ngày 27 tháng 9 năm 2015 | 29 tháng 3 năm 2017                |
| 170          | 14                 | "Potere Tynix" Sức mạnh Tynix                               | ngày 27 tháng 9 năm 2015 | 30 tháng 3 năm 2017                |
| 171          | 15                 | "Le pietre magiche" Hòn đá Phép Thuật                       | ngày 28 tháng 9 năm 2015 | 31 tháng 3 năm 2017                |
| 172          | 16                 | "Ritorno a Baia Paradiso" Trở lại vịnh Paradise             | ngày 28 tháng 9 năm 2015 | 3 tháng 4 năm 2017                 |
| 173          | 17                 | "Viaggio in una goccia" Thất lạc trong giọt nước tí hon     | ngày 29 tháng 9 năm 2015 | 4 tháng 4 năm 2017                 |
| 174          | 18                 | "Il rapimento di Stella" Ngày trồng chuối                   | ngày 29 tháng 9 năm 2015 | 5 tháng 4 năm 2017                 |
| 175          | 19                 | "L'arcobaleno di Magic" Cầu vồng Phép Thuật                 | ngày 30 tháng 9 năm 2015 | 6 tháng 4 năm 2017                 |
| 176          | 20                 | "Baby Winx" Những em bé Winx                                | ngày 30 tháng 9 năm 2015 | 7 tháng 4 năm 2017                 |
| 177          | 21                 | "Pazzo, pazza mondo" Một thế giới vô cùng điên loạn         | ngày 1 tháng 10 năm 2015 | 10 tháng 4 năm 2017                |
| 178          | 22                 | "Il Regno dei diamanti" Vương Quốc Kim Cương                | ngày 1 tháng 10 năm 2015 | 11 tháng 4 năm 2017                |
| 179          | 23                 | "Il cuore di Alfea" Bí mật của Alfea                        | ngày 2 tháng 10 năm 2015 | 12 tháng 4 năm 2017                |
| 180          | 24                 | "La farfalla dorata" Bươm Bướm Vàng                         | 2 tháng 10 năm 2015      | 13 tháng 4 năm 2017                |
| 181          | 25                 | "Un patto inatteso" Một sự hài hòa Phép Thuật mới           | ngày 3 tháng 10 năm 2015 | 14 tháng 4 năm 2017                |
| 182          | 26                 | "Il potere degli animali fatati" Sức mạnh của các Thú Tiên  | ngày 3 tháng 10 năm 2015 | 17 tháng 4 năm 2017                |

### Mùa 8
| TT. tổng thể | TT. trong mùa phim | Tên tập phim                   | Ngày phát sóng tại Ý | Ngày phát sóng tại Việt Nam |
| ------------ | ------------------ | ------------------------------ | -------------------- | --------------------------- |
| 183          | 1                  | Đêm Của Những Vì Sao           | 15 tháng 4, 2019     | TBA                         |
| 184          | 2                  | Vương Quốc Của Các Lumen       | 16 tháng 4, 2019     | TBA                         |
| 185          | 3                  | Cuộc Tấn Công Ở Lõi Tinh Cầu   | 17 tháng 4, 2019     | TBA                         |
| 186          | 4                  | Những Ngôi Sao Nhạc Pop        | 18 tháng 4, 2019     | TBA                         |
| 187          | 5                  | Bí Mật Của Orion               | 19 tháng 4, 2019     | TBA                         |
| 188          | 6                  | Ngọn Hải Đăng Bị Tàn Phá       | 21 tháng 4, 2019     | TBA                         |
| 189          | 7                  | Sập Bẫy Ở Prometia             | 22 tháng 4, 2019     | TBA                         |
| 190          | 8                  | Nơi Sâu Thẳm Của Andros        | 23 tháng 4, 2019     | TBA                         |
| 191          | 9                  | Ánh Sáng Của Gorgol            | 24 tháng 4, 2019     | TBA                         |
| 192          | 10                 | Hydra Thức Tỉnh                | 25 tháng 4, 2019     | TBA                         |
| 193          | 11                 | Báu Vật Của Sideria            | 26 tháng 4, 2019     | TBA                         |
| 194          | 12                 | Bữa Tiệc Bất Ngờ Trên Trái Đất | 28 tháng 4, 2019     | TBA                         |
| 195          | 13                 | Màn Đêm Của Valtor             | 29 tháng 4, 2019     | TBA                         |
| 196          | 14                 | Ngôi Sao Ước Nguyện            | 29 tháng 7, 2019     | TBA                         |
| 197          | 15                 | Những Ngôi Sao Sơ Khai         | 30 tháng 7, 2019     | TBA                         |
| 198          | 16                 | Lễ Hội Sparx                   | 31 tháng 7, 2019     | TBA                         |
| 199          | 17                 | Lễ Phục Hoàn Hảo Của Nữ Hoàng  | 1 tháng 8, 2019      | TBA                         |
| 200          | 18                 | Thung Lũng Kỳ Lân              | 2 tháng 8, 2019      | TBA                         |
| 201          | 19                 | Tòa Tháp Bên Kia Những Đám Mây | 3 tháng 8, 2019      | TBA                         |
| 202          | 20                 | Trái Tim Xanh Của Lynphea      | 11 tháng 9, 2019     | TBA                         |
| 203          | 21                 | Cuộc Thi Nhảy Ở Melody         | 12 tháng 9, 2019     | TBA                         |
| 204          | 22                 | Bí Mật Của Sự Hài Hòa          | 13 tháng 9, 2019     | TBA                         |
| 205          | 23                 | Giữa Đất Liền Và Biển Cả       | 14 tháng 9, 2019     | TBA                         |
| 206          | 24                 | Dyamond Băng Giá               | 15 tháng 9, 2019     | TBA                         |
| 207          | 25                 | Con Cáo Trắng                  | 16 tháng 9, 2019     | TBA                         |
| 208          | 26                 | Khắc Tên Lên Những Vì Sao      | 17 tháng 9, 2019     | TBA                         |